# Morning Street
Morning Street（モーニング・ストリート）はエフエム山口で放送されている情報番組。エフエム山口第1スタジオから放送。前身は2001年10月放送開始のMorning Kiss。
エフエム山口開局30周年の大型改編で、通常の改編期ではないが2015年11月27日で終了。後継番組は、7:30-8:50の枠が『PURE Morning』、9:00-11:00の枠が『JOYOUS!』となった。

## 放送時間
- 2008年4月 - 2013年9月: 平日 7:30 - 10:20
- 2013年10月 - 2015年11月: 平日 7:30 - 11:00
長年放送していた木もれ陽のアプローズ→日々是好日〜降っても晴れても〜（平日4:00 - の放送に移動）の枠を吸収し放送時間拡大。

## パーソナリティ
- 大和良子（2008年11月より月曜 - 水曜担当。さらに12月からは全曜日担当）

### 過去担当
| 期間      | 期間       | 月曜 - 水曜 | 木曜・金曜 |
| --------- | ---------- | ----------- | ---------- |
| 2008.4.1  | 2008.10.31 | 大濱祐美子  | 大濱祐美子 |
| 2008.11.3 | 2008.11.28 | 大和良子    | 安部杏美   |
| 2008.12.1 | 2015.11.27 | 大和良子    | 大和良子   |

## 放送される内容（タイムテーブルより）
一部のコーナーは、前番組からの引継ぎとなる。
- 07:30 オープニング
- 07:32 FMY Weather
- 07:35 道路交通情報
- 07:39 情報BOX山口
- 07:40 ネッツトヨタ山口 MUSIC SMILE
- 07:55 JFN NEWS ハイライト
2015年3月までは「FMY NEWS ハイライト」（読売、朝日、中国3紙持ち回りのニュース）。内容は「OH! HAPPY MORNING」のニュースである。コーナー冒頭のBGMゾーンでメールの呼び込みと「ここより、東京のスタジオからJFN NEWS ハイライトをお伝えします。」と告知する。
ニュースの後、前番組同様に再び東京から放送し8:20にFMYに戻ってくる旨をアナウンス。
- 08:00 TOKYO FM クロノス
  - 00 SUZUKI Breakfast News
  - 09 ルートインホテルズ 今日のスポーツ
  - 10 Honda Smile Mission
- 08:20 エンタメ・チェッカー!
- 08:25 FMY Weather
- 08:38 献血インフォメーション
- 08:45 YOMIURI read more（月 - 木）
- 08:50 道路交通情報
- 08:55 JFNニュース
- 09:00 Quiz 900
- 09:25 シティインフォメーション（月・金）
- 09:38 yamaguchi EYE
- 10:00 丸久・アルク・サンマート 10時です!もぎたてインフォメーション
- 10:10 はぴねすくらぶラジオショッピング
- 10:20 道路交通情報
- 10:25 快適生活ラジオショッピング

## 年末年始の扱い
2009年末から2010年始までは通常通り放送していたが、近年の年末年始は放送を休止する。代替番組はいずれもJFNCの「OH! HAPPY MORNING」であり、2000年頃までの体制と近い編成である。代替番組であるため、Morning Streetと同じ時間帯の枠でネットする
- 2010年12月27日 - 2011年1月3日：ローカル枠の扱いは不明。
- 2012年1月2日 - 2012年1月3日：ローカル枠の扱いは不明。2011年内は通常編成。
- 2012年12月31日 - 2013年1月4日：ローカル枠の扱いは不明。公式サイトでは年末年始の朝のワイドはJFNのネット番組「OH! HAPPY MORNING」と書かれた。
- 2014年12月29日 - 2015年1月2日：編成されているニュース、天気、7時台・8時台の交通情報はすべて休止。天気予報は「OH! HAPPY MORNING WEATHER」を、ニュースは「7:55のニュース」を代替としている。スポンサーのみスライドするがクレジットはしない。